# 다롄역
다롄역(중국어: 大连站, 대련역)은 중국 랴오닝성 다롄시 중산구의 역사적인 시내 상업구 칭니와교(青泥洼桥)에 위치한 철도역이다. 1937년에 만주의 설계사 오타 소타로(设计师)가 도쿄의 우에노역을 모델로 하여 세웠다. 2002년에 고가 역사가 확장되고, 북쪽 출구와 역 북부 광장이 건설되었다.
선양 철로국에 소속된 1등역으로, 선다 철로, 하다 철로, 다무 철로의 시종착역이다. 하루에 약 80대의 여객 열차가 있다.

## 역사
- 1903년 1월 : 다롄 역 완공. 러시아 제국 점령 당시 역 지대는 현재 역의 동쪽에 소재.
- 1937년 : 일본인이 현재의 지대에 새로운 역을 건설.
- 2000년 : 대련 역의 확장 프로젝트가 시작됨으로, 새로운 고가 대합실이 건설되고, 북쪽 출구와 역 북쪽 광장이 추가.
- 2008년 : 철로부의 통합 요구 사항에 따라 남부 매표소는 2층에서 1층으로 옮겨짐으로 매표소가 대합실에서 분리됨. 새로 지은 북부 매표소는 이미 설계 및 시공 중에 이 요구 사항을 준수했다.
- 2010년 4월 1일 : 화해호의 요건을 충족시키기 위해 이 역은 내부적으로 개조되어, 1250mm 높이 승강장과 승강장 기둥 없는 캐노피로 변환되었다.[1] 개조 공사 기간 동안 일부 열차가 저우수이쯔 역, 진저우 역 착발로 조정.[2] 2011년 1월 11일에 보수 공사가 완료, 모든 열차가 대련 역 착방로 복귀.
- 2012년 12월 30일 : 일부 고속 열차가 다롄 역에 시종착을 시작.[3]
- 2013년 3월 7일 : 선다(沈大) 직통 고속 열차가 다롄 역까지 연장.[4]
- 2015년 12월 17일 : 단다(丹大) 고속 철도 열차의 일부가 다롄 역에 정차하기 시작.[5]

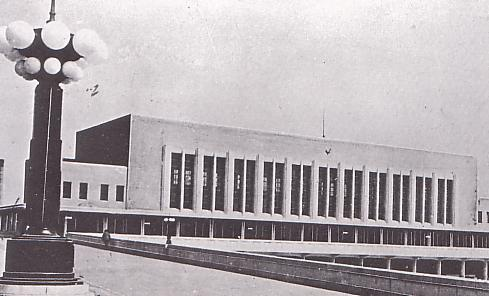
1937년에 지어진 역 정거장
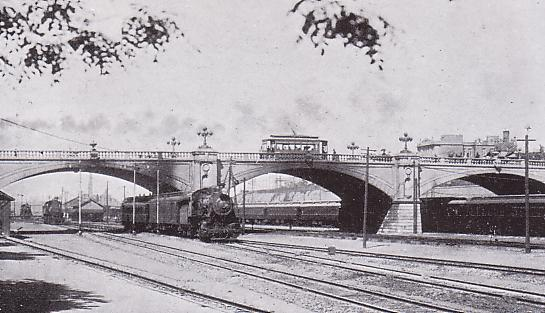
역 앞의 일본교(현 성리(胜利)교)
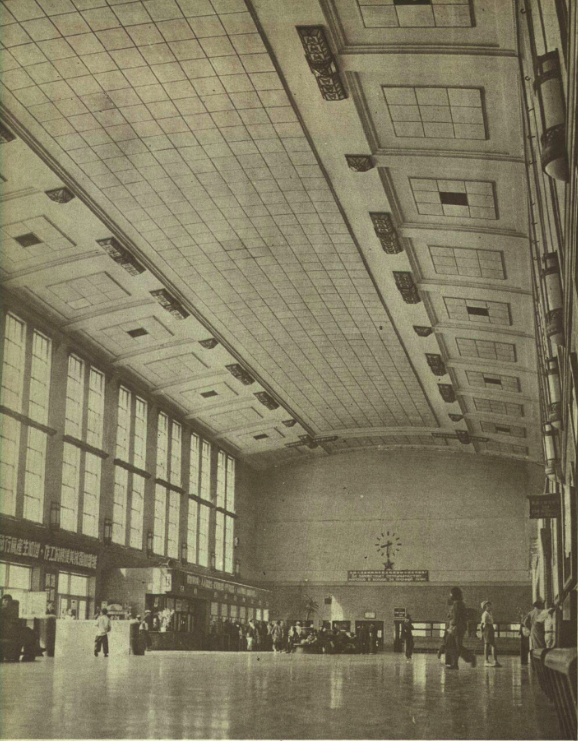
1952년 대련 기차역 홀
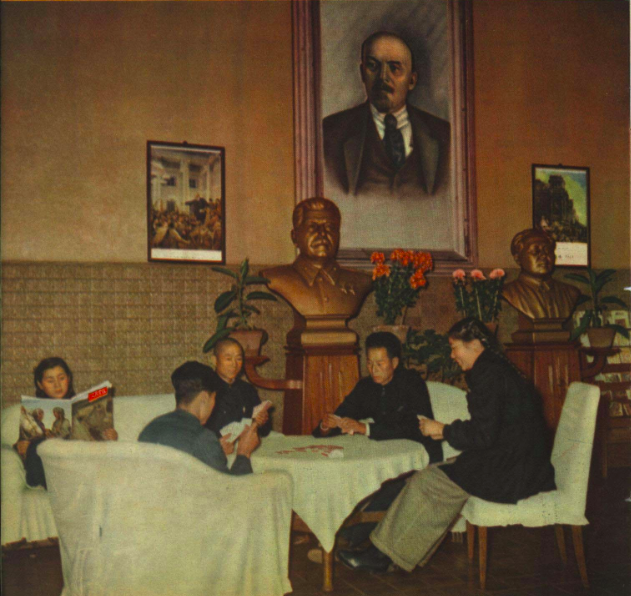
1952년 다롄 역 대합실
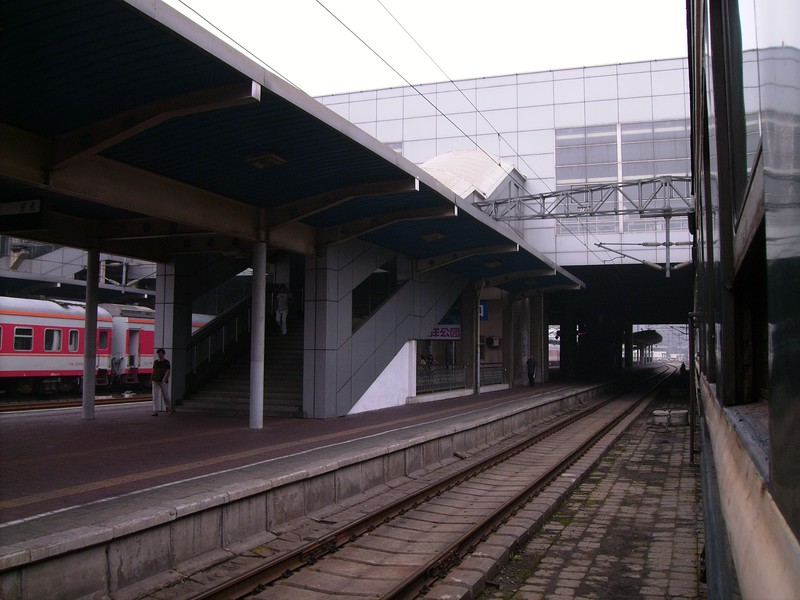
다롄 역의 고가 역 및 승강장, 2008년 촬영

## 역 시설

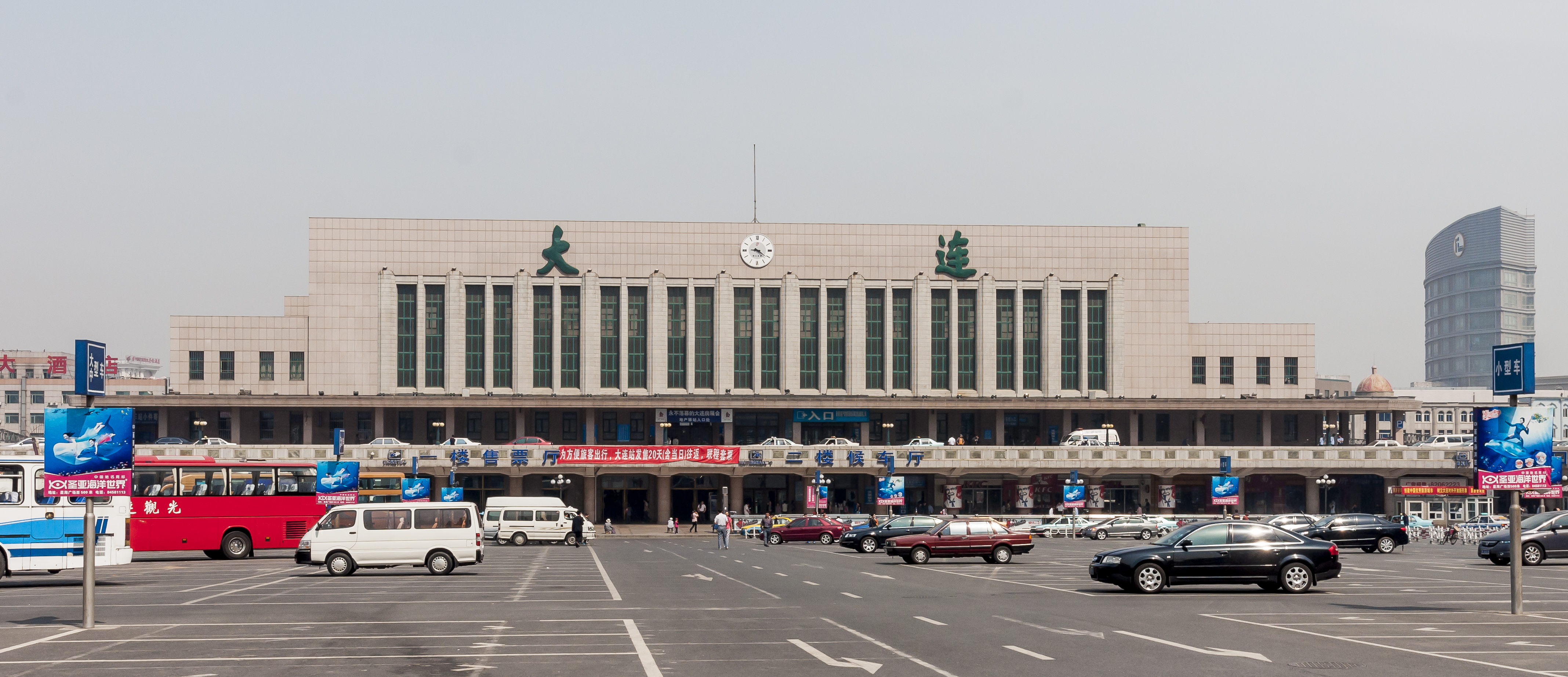
역 사옥

역의 주요 건물은 정남을 직면해 있으며, 위와 아래의 2층으로, 북쪽과 남쪽의 아래층은 발권 홀이며, 위층은 고가 대합실이다. 역 건물의 외관은 1932년에 완성된 일본 도쿄의 우에노역과 닮아있다. 역 남쪽에는 옛 역사 남쪽 광장(역앞 광장이라고도 함)과 1980년대 홍콩 사업가가 투자 한 승리 광장(胜利广场)이 있고, 북쪽에는 확장 후 추가된 역 북부 광장 (개선광장(凯旋广场)이라고도 함)이 있으며, 역 서쪽에는 역의 남북간을 연결하는 지하 통로가 있다. 역내에는 5개의 승강장 (3개의 섬식, 2개의 상대식으로, 저상 승강장이었다가, 2010년 4월에 고상으로 개조했다.)과 동서간을 오가는 9개 통로가 있다. 열차가 나오는 방향은 서쪽이다. 역의 동쪽은 조차장으로 쓰인다.

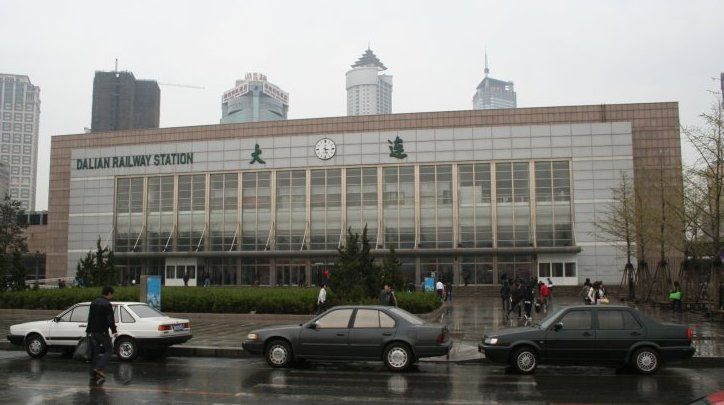
북쪽에서 본 역사
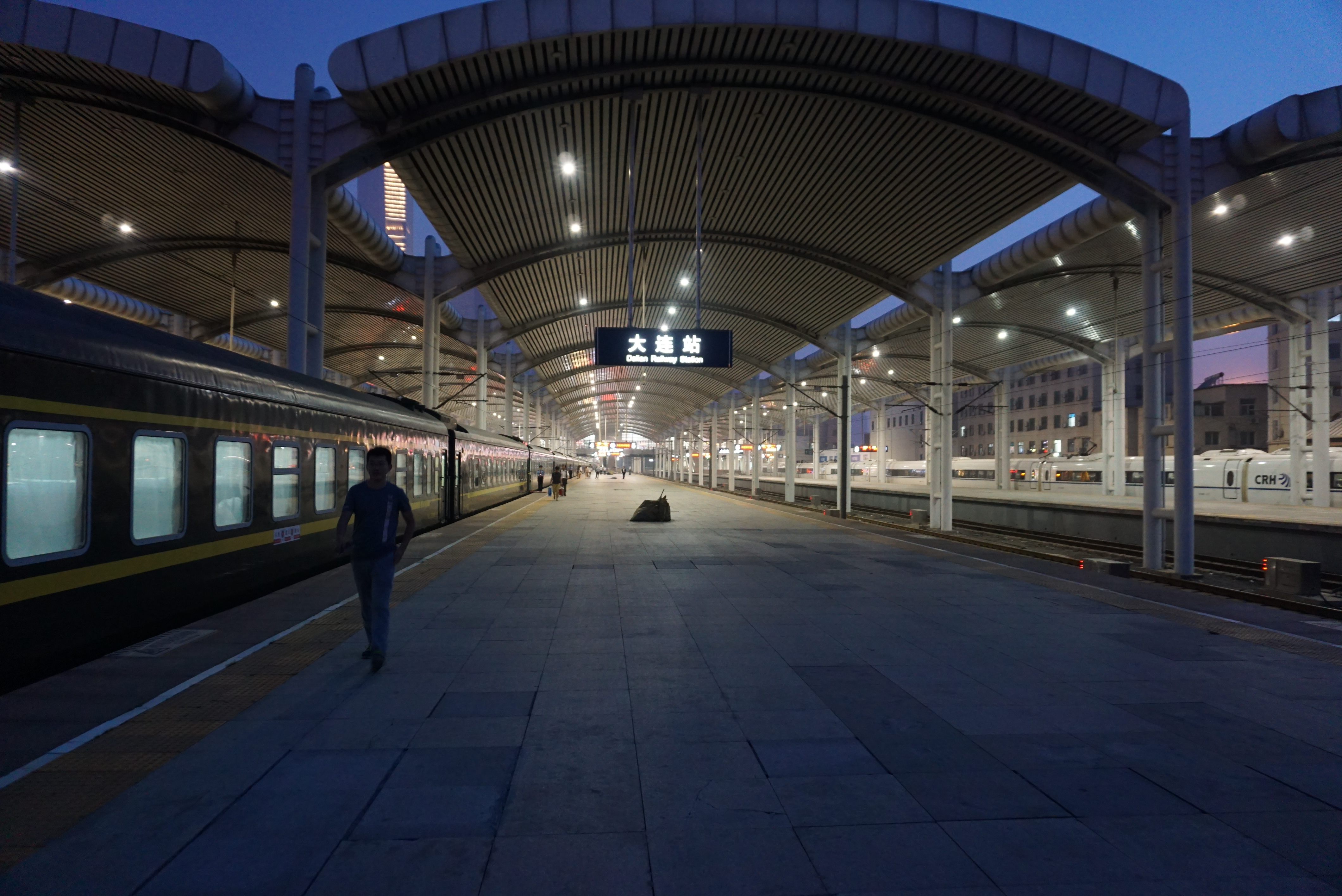
승강장
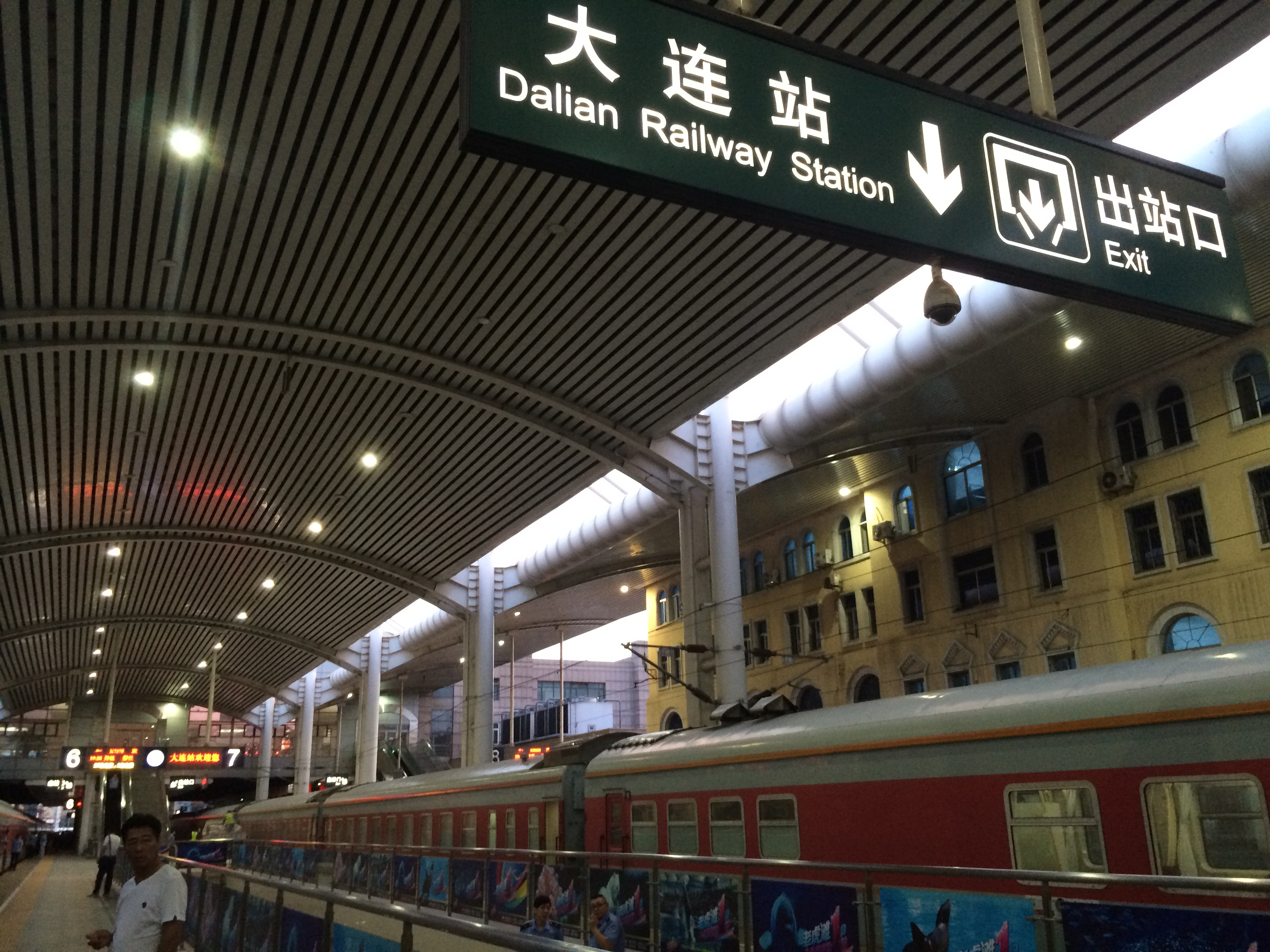
다롄 역 역명 판
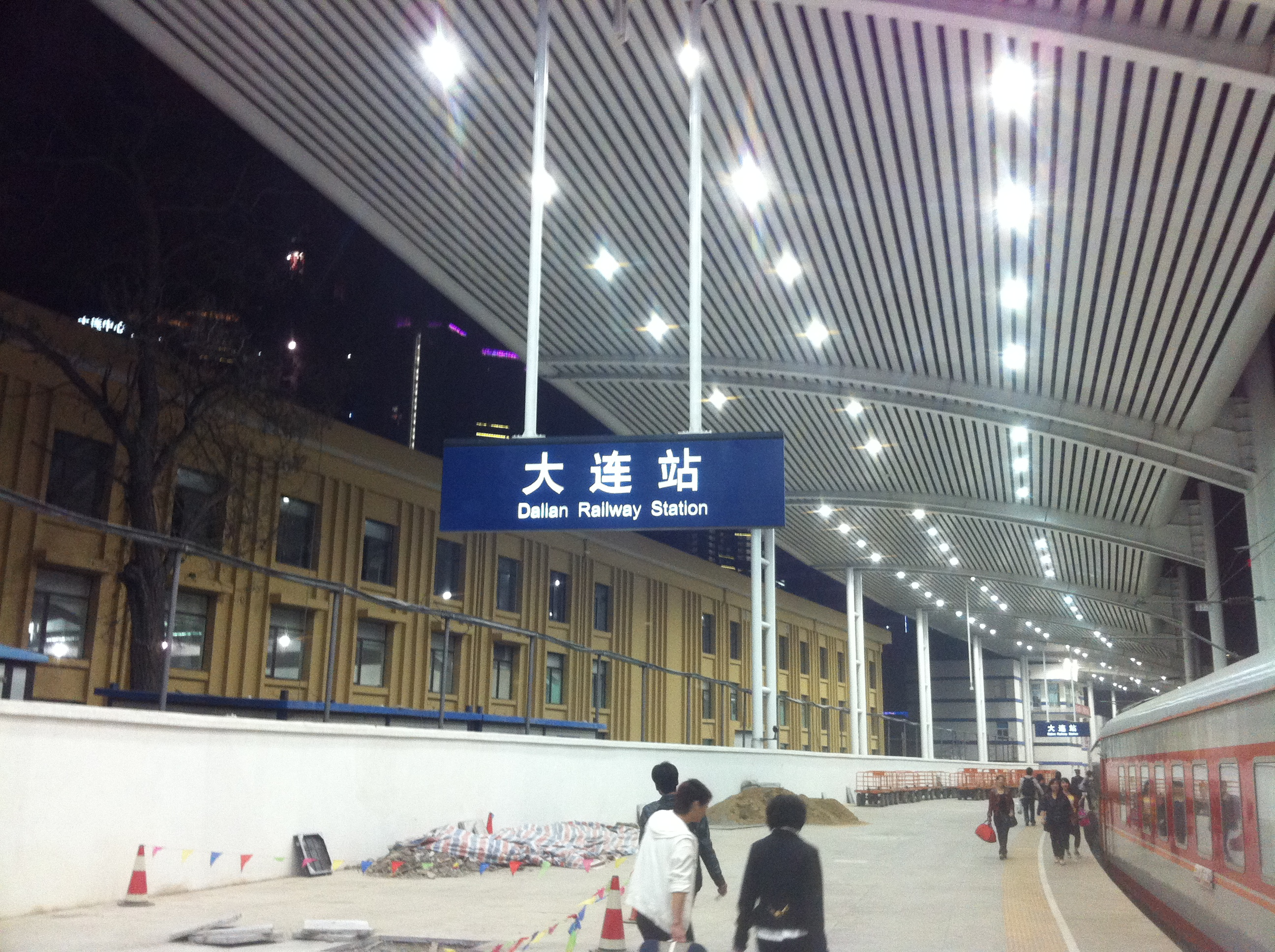
2011년 승강장
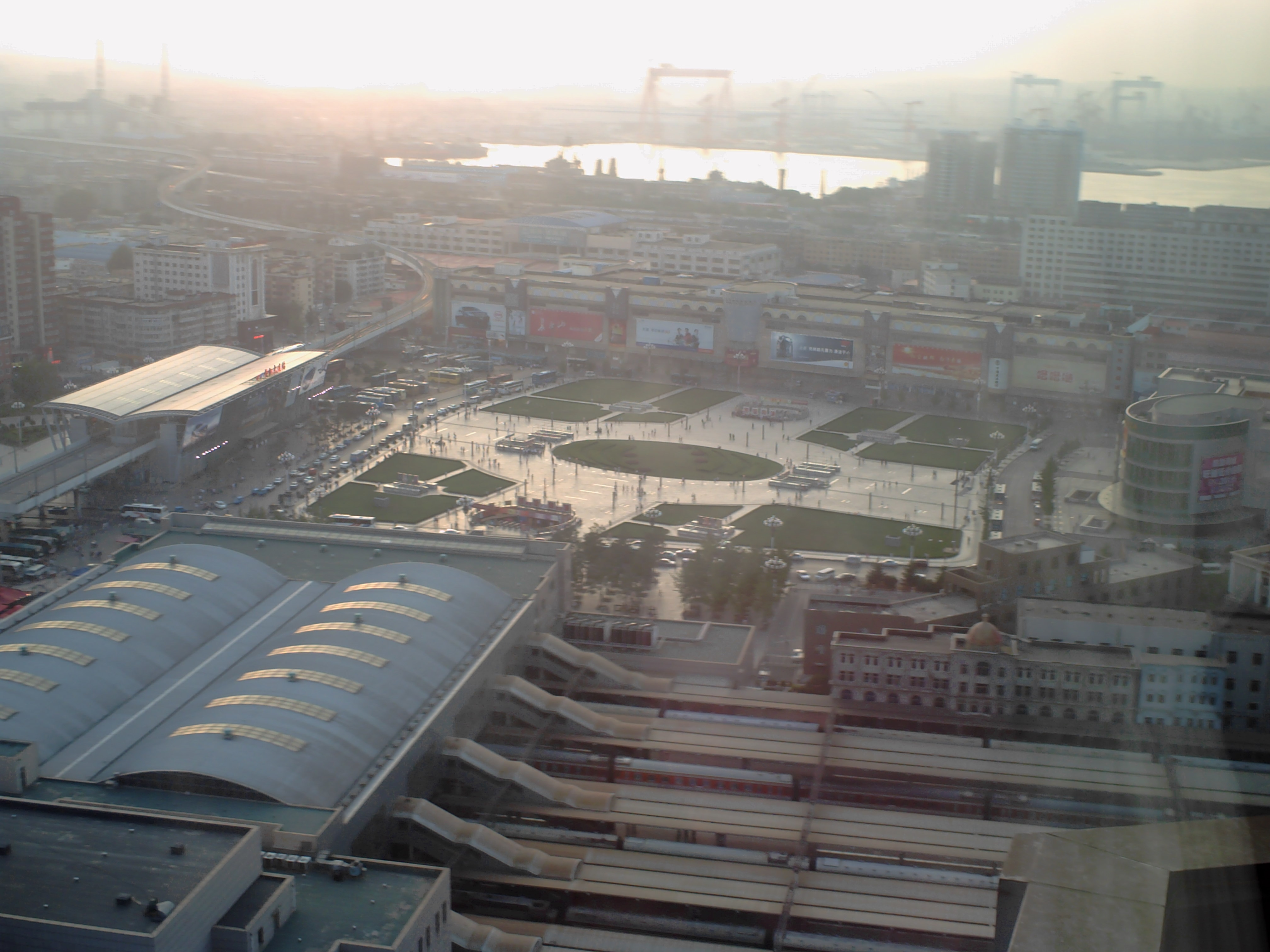
고가 대합실에서 내려다 본 모습(2008년)

## 주변 교통
다롄의 중심부에 위치한 주변 교통은 매우 발전하여 수십 개의 버스 노선이 도시로 연결된다. 역 남광장에서 후웨 고속버스(虎跃快客)와 진저우구, 푸란뎬구, 와팡뎬시 직통 고속버스를 이용할 수 있고, 역 북광장의 서쪽에는 젠서 가(建设街) 장거리 버스 정류장이 있고 다롄 개발구, 진스탄, 진저우와 연결되는 다롄 급행철도 3호선의 출발점이 있다.

### 도시 철도
도시철도 다롄 역은 역 북쪽 광장의 서쪽에 위치한 고가역이다. 다롄 지하철 3호선의 남쪽 시종착역으로, 진스탄 역 및 도중에 있는 역으로 갈 수 있다. 현재 다롄 역을 통과하는 지하역은 없으며, 계획된 다롄 지하철 5호선이 대련 역에 지하철역을 세울 예정이다. 현재, 대련 역과 가장 가까운 지하역은 역 남쪽의 유하오 광장역으로, 다롄 지하철 2호선이 통과하며, 하이지윈 역과 다롄 북역 사이의 역을 오갈 수 있다.

#### 위치
도시철도 다롄 역은 시강구 샹루자오 고가입교교(香炉礁高架立交桥) 동북쪽에 위치하고 있다.

#### 역구조
| F2 승강장 | 하차용 승강장 상대식 승강장, 오른쪽 출입문이 열림    | 하차용 승강장 상대식 승강장, 오른쪽 출입문이 열림  |
| F2 승강장 | 궤도                                                 | ■ 다롄 지하철 3호선 샹루자오 행 열차(진스탄 방면)→ |
| F2 승강장 | 승차용 승강장 섬식 승강장, 왼쪽/오른쪽 출입문이 열림 |                                                    |
| F2 승강장 | 궤도                                                 | ■ 다롄 지하철 3호선 샹루자오 행 열차(진스탄 방면)→ |
| F2 승강장 | 승차용 승강장 상대식 승강장, 왼쪽 출입문이 열림      |                                                    |
| F1 대합실 | 대합실                                               | 승차권 자동판매기, 개찰구                          |

#### 역 인근
- 다롄 철도역
- 역 북광장(站北广场)
- 다차이스(大菜市)
- 다롄 지하철 3호선 다롄 역에서 유하오 광장 역을 통해 2호선으로 환승할 수 있다.

## 인접정차역
| 중국 철로          | 중국 철로         | 중국 철로                                  |
| ------------------ | ----------------- | ------------------------------------------ |
| 다롄 동역 본선종점 | 선다 철로         | 다롄 서역(폐지) 사허커우 역 선양 북역 방면 |
| 다롄 지하철        |                   |                                            |
| 시·종착역          | 다롄 지하철 3호선 | 샹루자오 진스탄 방면                       |

## 같이 보기
- 다롄 북역